# Cave Billard
La Cave Billard est un réseau de galeries souterraines situés dans le sud du département français de Maine-et-Loire et classé site Natura 2000 comme site d'intérêt communautaire (SIC) en raison de sa population de chauves-souris.

## Statut
Le site est classé Natura 2000 sous le numéro no FR5202001.

## Description
La Cave Billard est une ancienne carrière souterraine de tuffeau et ancienne champignonnière, très partiellement utilisée aujourd'hui comme cave à vin.

## Faune
La Cave Billard est considérée comme le troisième site connu le plus important en Maine-et-Loire, et le cinquième site de la région des Pays de la Loire pour sa population de chauves-souris.
Il héberge notamment une population très significative de Vespertilion à oreilles échancrées (entre 2 et 15 % de la population totale française) ainsi qu'une population de Grand murin, de Grand rhinolophe, de Petit rhinolophe et de Rhinolophe euryale (pour moins de 2 % de la population totale française).